# Lazar Hayward
Lazar Miller Hayward (ur. 26 listopada 1986 w Buffalo) – amerykański koszykarz, występujący na pozycji skrzydłowego.
Po szkole średniej Hayward uczęszczał do Notre Dame Prep School. Występował tam przez dwa lata, po czym poszedł do Marquette University. Po czterech sezonach spędzonych na uczelni, gdzie reprezentował barwy drużyny Marquette Golden Eagles, Hayward został drugim strzelcem w historii szkoły i piątym zbierającym. W latach 2008 i 2010 dostawał się do drugiej piątki konferencji Big East. Razem z reprezentacją Stanów Zjednoczonych zajął trzecie miejsce na Uniwersjadzie 2009.
W drafcie 2010 został wybrany z 30 numerem przez Washington Wizards, lecz później prawa do niego zostały wymienione do Minnesota Timberwolves. W swoim debiutanckim sezonie Hayward wystąpił w 42 spotkaniach, we wszystkich wchodził z ławki. W trakcie 10 minut gry zdobywał średnio 3,8 punktów i 1,7 zbiórki. 13 grudnia 2011 Hayward został wymieniony do Oklahoma City Thunder.
27 października 2012 został wymieniony do Houston Rockets.

## Osiągnięcia
Na podstawie, o ile nie zaznaczono inaczej.
NCAA
- Uczestnik:
  - turnieju NCAA (2007–2010)
  - konkursu wsadów NCAA (2010)[6]
- MVP meczu gwiazd NCAA – Reese's College All-Star Game (2010)
- Zaliczony do:
  - I składu turnieju:
    - Big East (2010)
    - Orlando Classic (2010)

  - II składu Big East (2008, 2010)
  - IV składu All-American (2010 przez Sporting News)

Reprezentacja
- Brązowy medalista uniwersjady (2009)